# اودینوفاژی
اودینوفاژی (انگلیسی: Odynophagia) به معنی درد هنگام بلع است. این درد ممکن است در دهان یا گلو احساس شود و با یا بدون مشکل در بلع رخ دهد. این درد ممکن است به صورت درد، احساس سوزش، یا گاهی یک دردی کوبنده که به پشت گسترش پیدا می‌کند توصیف شود. اودینوفاژی اغلب منجر به کاهش وزن ناخواسته می‌شود.

## علل
اودینوفاژی ممکن است دلایل محیطی یا رفتاری داشته باشد، مانند:
- غذاها و نوشیدنی‌های بسیار گرم یا سرد (در صورت همراهی با نوشیدنی‌های سرد، به‌طور کلاسیک در شرایط کرایوگلوبولینمی، کرایودینوفاژیا نامیده می‌شود)[۵]
- مصرف داروهای خاص
- استفاده از مواد مخدر، تنباکو یا الکل
- ضربه یا آسیب به دهان، گلو یا زبان[۶]

همچنین می‌تواند ناشی از برخی شرایط پزشکی باشد، مانند:
- زخم‌ها
- آبسه‌ها
- عفونت‌های دستگاه تنفسی فوقانی
- التهاب یا عفونت دهان، زبان یا گلو (ازوفاژیت، فارنژیت، التهاب لوزه، اپی‌گلوتیت)
- اختلالات ایمنی
- سرطان دهان یا گلو[۷]